# Krzysztof Komornicki (kierowca)

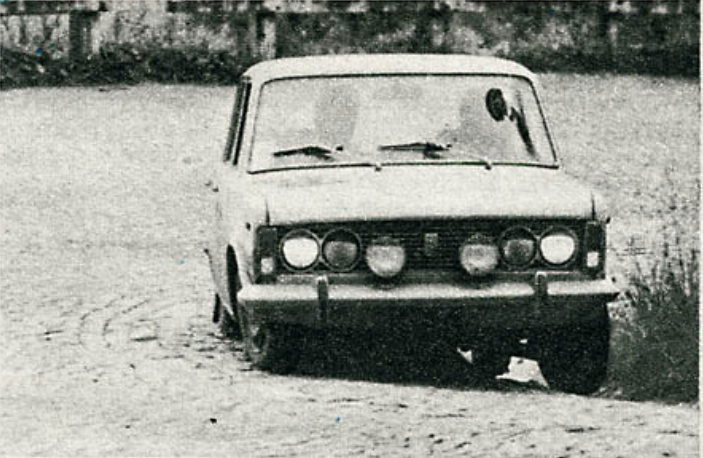
Krzysztof Komornicki podczas 22. Rajdu Wisły zajął drugie miejsce

Krzysztof Komornicki (ur. 16 kwietnia 1931 w Krakowie, zm. 24 czerwca 2019 w Warszawie) – polski kierowca wyścigowy i rajdowy, pilot rajdowy, biznesmen.

## Biografia
W 1959 roku rywalizował w RSMP, używając Simki Aronde. Wygrał wówczas dwa rajdy w swojej klasie – Rajd Zimowy oraz Rajd Polski, a w Rajdzie Wisły był drugi, za Sobiesławem Zasadą. Te wyniki umożliwiły Komornickiemu zwycięstwo w klasyfikacji generalnej klasy V. W sezonie 1961 był pilotem Grzegorza Timoszka. Załoga zdobyła wtedy wicemistrzostwo Polski w klasyfikacji generalnej. W 1962 roku ponownie startował jako kierowca, używając DKW Junior, Morrisa Mini Coopera i BMW 700. Pilotowany przez Ksawerego Franka, wygrał Rajd Wisły oraz zajął drugie miejsce w końcowej klasyfikacji klasy I.
W 1964 roku zadebiutował w Polskiej Formule 3, zajmując dziewiąte miejsce w klasyfikacji końcowej. Ścigał się wówczas Rakiem. Ponadto rok 1964 spędził na pilotowaniu Stanisława Stolarskiego i Franciszka Postawki, a w roku 1965 był pilotem Stolarskiego. W 1965 kontynuował udział w Formule 3, zajmując trzecie miejsce w Łańcucie i osiągając szóste miejsce w klasyfikacji. W roku 1966 był rajdowym pilotem Lecha Jaworowicza. Sezon 1967 spędził na startach BMW 1600, pilotowany przez Marka Wachowskiego. Załoga zajęła w tamtym sezonie trzecie miejsce w Rajdzie Polski oraz dziewiąte w klasyfikacji sezonu. W sezonie 1968 Komornicki rywalizował Renault 8 Gordini. Wspólnie z Zygmuntem Wiśniowskim wygrał on Rajd Polski. Na koniec sezonu Komornicki był drugi w klasie 4 oraz trzeci w klasyfikacji ogólnej. W sezonie 1969 wygrał Renault Alpine A110 Rajd 1001 Jezior. Rok później zajął tym samochodem drugie miejsce w klasie 4. W tamtym roku ponadto Komornicki wystartował w kilku rajdach zagranicznych, wliczając w to Rajd Hiszpanii, Rajd Semperit czy Rajd Pneumant. Wygrał również Rajd Mazurski i Rajd Wisły.
W roku 1971 rozpoczął starty Polskim Fiatem 125p 1500. Jego pilotem był Błażej Krupa. Tamten sezon załoga zakończyła na piątym miejscu w klasyfikacji, a rok 1972 – na trzecim, wygrywając przy tym Rajd Kormoran. W 1973 roku Komornicki zajął siódme miejsce w bułgarskim Rajdzie Złote Piaski, który był eliminacją Pucharu Pokoju i Przyjaźni. Od sezonu 1974 używał Polskiego Fiata 1600 Monte Carlo. Zajął nim piąte miejsce w Rajdzie Polski, natomiast w 1975 roku był szósty w tym rajdzie. W 1977 roku startował Oplem Kadettem GT/E, wygrywając Rajd Barbórka. Był to jego ostatni rajdowy sezon.
W latach 1979–1980 uczestniczył w WSMP. W sezonie 1979 rywalizował w klasie 4, wygrywając wyścig w Kielcach. W 1980 roku ścigał się w klasie 6. Dwukrotnie wygrał wówczas w Poznaniu, a raz – w Kielcach. Te zwycięstwa nie wystarczyły jednak do zdobycia tytułu Mistrza Polski, który przypadł Maciejowi Bogusławskiemu.
Po zakończeniu kariery sportowej był m.in. dilerem Opla – w 1989 roku został prezesem spółki Automarket, sprowadzającej samochody tej marki. 
Uczestniczył w aferze FOZZ, za co sąd pod zarzutem przywłaszczenia półtora miliona dolarów skazał go na dwa lata pozbawienia wolności oraz 320 tysięcy złotych grzywny.
Jego syn, Łukasz, był kierowcą rajdowym, uczestnikiem Rajdu Dakar.

## Wyniki w Polskiej Formule 3
| Legenda oznaczeń w tabelach wyników Wyświetl szablon na nowej stronie | Legenda oznaczeń w tabelach wyników Wyświetl szablon na nowej stronie                                                                     |
| Oznaczenie                                                            | Wyjaśnienie |
| --------------------------------------------------------------------- | --- |
| Złoty                                                                 | Zwycięzca lub mistrzostwo |
| Srebrny                                                               | 2. miejsce lub wicemistrzostwo |
| Brązowy                                                               | 3. miejsce lub II wicemistrzostwo |
| Zielony                                                               | Ukończył, punktował (w klasyfikacji generalnej, gdy zdobył co najmniej jeden punkt na przestrzeni sezonu, poza trzema powyższymi opcjami) |
| Niebieski                                                             | Ukończył, nie punktował (w klasyfikacji generalnej, gdy nie zdobył co najmniej jednego punktu na przestrzeni sezonu)                      |
| Czerwony                                                              | Nie zakwalifikował się (NZ) |
| Czerwony                                                              | Nie prekwalifikował się (NPK) |
| Różowy                                                                | Nie ukończył (NU) |
| Różowy                                                                | Niesklasyfikowany (NS) (w klasyfikacji generalnej, gdy nie został sklasyfikowany w żadnym wyścigu sezonu)                                 |
| Czarny                                                                | Zdyskwalifikowany (DK) |
| Czarny                                                                | Wykluczony (WYK/EX) |
| Biały                                                                 | Nie wystartował (NW) |
| Biały                                                                 | Kontuzjowany (K/INJ) |
| Biały                                                                 | Wyścig odwołany (OD/C) |
| Bez koloru                                                            | Został wycofany (WYC/WD) |
| Bez koloru                                                            | Nie przybył (NP/DNA) |
| Bez koloru                                                            | Nie brał udziału w treningach (NT/DNP) |
| Bez koloru                                                            | Nie został zgłoszony (–) |
| Pogrubienie                                                           | Start z pole position |
| Kursywa                                                               | Najszybsze okrążenie wyścigu |
| †                                                                     | Nie ukończył, ale jego rezultat został zaliczony ze względu na przejechanie więcej niż 90% dystansu wyścigu.                              |
| *                                                                     | Sezon w trakcie |
| 1/2/3                                                                 | Punktowana pozycja w sprincie kwalifikacyjnym                                                                                             |
| Lista systemów punktacji Formuły 1                                    | |

| Rok  | Zespół                   | Samochód | Silnik   | Wyniki w poszczególnych eliminacjach | Wyniki w poszczególnych eliminacjach | Wyniki w poszczególnych eliminacjach | Wyniki w poszczególnych eliminacjach | Pkt. | Msc. |
| ---- | ------------------------ | -------- | -------- | ------------------------------------ | ------------------------------------ | ------------------------------------ | ------------------------------------ | ---- | ---- |
| 1964 |                          |          |          |                                      |                                      |                                      |                                      | 8    | 9    |
| 1964 | Automobilklub Warszawski | Rak 64   | Wartburg | 4                                    | -                                    | -                                    | 6                                    | 8    | 9    |
| 1965 |                          |          |          |                                      |                                      |                                      |                                      | 6    | 6    |
| 1965 | Automobilklub Warszawski | Rak 64   | Wartburg | NU                                   | NU                                   | 2                                    |                                      | 6    | 6    |